# Nazionale maschile di calcio del Lesotho
La nazionale di calcio del Lesotho è la rappresentativa calcistica nazionale dell'omonima nazione africana ed è posta sotto l'egida della Lesotho Football Association. Non ha mai preso parte alla fase finale del campionato mondiale di calcio né della Coppa d'Africa. I giocatori che compongono la selezione sono soprannominati coccodrilli (likuena).
Nella classifica mondiale della FIFA, istituita nel 1993, il migliore posizionamento del Lesotho è il 105º posto dell'agosto 2014, mentre il peggiore è il 185º posto dell'agosto 2011. La nazionale occupa attualmente il 150º posto della graduatoria.

## Storia
La nazionale di calcio del Lesotho esordì l'8 agosto 1970 perdendo per 2-1 in casa del Malawi. 
La squadra si piazzò seconda nella Coppa COSAFA del 2000, dove fu sconfitta nelle due partite conclusive dallo Zimbabwe. Resta questo il principale traguardo nella storia della nazionale del Lesotho.
Dal 2004 al 2006 alla guida della nazionale vi fu il tedesco Antoine Hey, con l'ambizioso obiettivo di centrare la qualificazione al mondiale di Sudafrica 2010, ma il progetto fallì e il commissario tecnico fu esonerato dopo un anno e mezzo.
Il 14 aprile 2006 ottenne la vittoria più larga della sua storia, sconfiggendo per 5-0 l'eSwatini a Maseru.
La nazionale del Lesotho detiene un curioso record di imbattibilità di oltre 10 anni nelle qualificazioni ai Mondiali, nelle quali dal 2013 al 2023 hanno ottenuto soltanto pareggi.

## Risultati in Coppa del mondo
- Dal 1930 al 1970 - Non partecipante
- 1974 - Non qualificata
- 1978 - Ritirata
- 1982 - Non qualificata
- 1986 - Ritirata
- 1990 - Ritirata
- Dal 1994 al 1998 - Non partecipante
- Dal 2002 al 2022 - Non qualificata

## Risultati in Coppa d'Africa
- Dal 1957 al 1972 - Non partecipante
- 1974 - Non qualificata
- 1976 - Ritirata
- 1978 - Non partecipante
- 1980 - Non qualificata
- 1982 - Non qualificata
- 1984 - Ritirata
- 1986 - Non partecipante
- 1988 - Ritirata
- 1990 - Non partecipante
- 1992 - Non partecipante
- 1994 - Non qualificata
- 1996 - Ritirata nel corso delle qualificazioni
- 1998 - Esclusa per il ritiro del 1996
- Dal 2000 al 2021 - Non qualificata

## Rosa
| N. | Pos. | Giocatore          | Data nascita (età) | Pres. | Reti | Squadra                       |
| -- | ---- | ------------------ | ------------------ | ----- | ---- | ----------------------------- |
|    | P    | Mohau Koenane      | 27 dicembre 1984   | 7     | 0    | Lioli FC                      |
|    | P    | Likano Mphuthi     |                    | 0     | 0    | Lesotho Defence Force FC      |
|    | P    | Kananelo Makhooane | 11 maggio 1992     | 0     | 0    | Likhopo FC                    |
|    |      |                    |                    |       |      |                               |
|    | D    | Sepiriti Malefane  | 8 agosto 1994      | 2     | 0    | Bloemfontein Celtic           |
|    | D    | Basia Makepe       | 4 marzo 1991       | 0     | 0    | Lesotho (bandiera)            |
|    | D    | Tlale Maile        | 16 agosto 1987     | 5     | 1    | Bantu FC                      |
|    | D    | Thabo Masualle     | 18 aprile 1985     | 27    | 2    | Lioli FC                      |
|    | D    | Nkau Lerotholi     | 27 settembre 1990  | 17    | 0    | Matlama FC                    |
| 14 | D    | Bokang Mothoana    | 2 dicembre 1987    | 17    | 2    | Monastirienne                 |
|    | D    | Tsoanelo Koetle    | 22 novembre 1992   | 24    | 0    | Lioli FC                      |
|    |      |                    |                    |       |      |                               |
|    | C    | Emmanuel Lekhanya  | 24 giugno 1992     | 2     | 0    | Likhopo FC                    |
|    | C    | Makara Ntaitsane   |                    | 1     | 0    | Likhopo FC                    |
|    | C    | Phafa Tšosane      |                    | 1     | 0    | Matlama FC                    |
| 4  | C    | Motlalepula Mofolo | 7 luglio 1986      | 16    | 0    | MC Saïda                      |
|    | C    | Khoto Sesinyi      | 6 marzo 1977       | 17    | 0    | Lesotho Prison Service        |
| 12 | C    | Bushi Moletsane    | 2 gennaio 1984     | 26    | 1    | Lioli FC                      |
|    |      |                    |                    |       |      |                               |
| 11 | A    | Tšepo Seturumane   | 6 luglio 1992      | 2     | 0    | Lioli FC                      |
| 17 | A    | Thulo Ranchobe     | 18 febbraio 1983   | 16    | 0    | Lesotho Correctional Services |
|    | A    | Tšepo Lekhoana     | 7 settembre 1988   | 10    | 1    | Maluti FET College            |
|    | A    | Thapelo Tale       | 22 aprile 1988     | 13    | 1    | Likhopo Maseru                |

## Allenatori
- April Phumo (1979-1995)
- Mahao Matete (1995-?)
- Monaheng Manyane (?-2000)
- Lefa Ramakau (2000-2003)
- Monaheng Manyane (2003-2004)
- Antoine Hey (2004-2006)
- Motheo Mohapi (2006-2007)
- Zaviša Milosavljević (2007-2009)
- Leslie Notsi (2009-2014)